# Peter Williamson
Peter „Pete“ Williamson (* 26. Juli 1948 in Broadgreen, Liverpool) ist ein ehemaliger professioneller englischer Snooker-Schiedsrichter. In seiner dreißigjährigen Karriere leitete er unter anderem sieben Maximum Breaks.

## Karriere
Williamson wurde wenige Jahre nach Ende des Zweiten Weltkriegs im Liverpooler Stadtteil Broadgreen geboren, wo er auch weite Teile seines Lebens verbrachte. Nach seiner Schulzeit arbeitete er für über 20 Jahre auf dem Liverpool Airport. Seit Mitte der 1970er-Jahre betätigte er sich in seiner Freizeit als ehrenamtlicher Snooker-Schiedsrichter. Anfang der 1990er-Jahre erwarb er die Lizenz fürs Leiten von Profispielen. Als mit der Öffnung der Profitour 1991 die Anzahl der zu leitenden Spiele plötzlich enorm anstieg, machte Williamson sein Hobby zum Beruf und wurde professioneller Snooker-Schiedsrichter. Ein Qualifikationsspiel von Simon Westcott in Bolton war sein erster Einsatz. Zu seinen ersten Partien gehörte zudem ein Qualifikationsspiel zwischen Altmeister Fred Davis und Jamie Woodman für die Strachan Open 1992. Ab 1993 engagierte er sich stark für die Ausrichtung des Merseyside Professionals in seiner Heimatstadt Liverpool.
In den folgenden Jahren und Jahrzehnten leitete er zahlreiche Spiele, darunter sechs Mal das Halbfinale eines Ranglistenturnieres sowie das Endspiel eines PTC-Events. Daneben führte er als Schiedsrichter durch sieben Maximum Breaks und gehört damit zu den Schiedsrichtern mit den meisten geleiteten 147er-Breaks. Darunter waren zwei 147er-Breaks von John Higgins. Das letzte von ihm geleitete Maximum Break war jenes von Stephen Hendry bei den Welsh Open 2011. Daneben betätigte er sich auch im English Billiards als Profi-Schiedsrichter. In dieser weniger bedeutenden Billardvariante durfte er fünf Mal das WM-Finale leiten. Kurz nach Start der Saison 2021/22 gab Williamson nach 30 Jahren sein Karriereende im Snooker bekannt. Eine Fortführung seines Engagements im English Billiards schloss er zunächst nicht aus.
Williamson ist Fan des FC Liverpool und interessiert sich daneben für Musik und Theater.